# Mohammed Basri
Mohammed Basri (en árabe, محمد بصري), también conocido como el Fqih Basri (الفقيه بصري; fqih es la pronunciación coloquial de faqīh: alfaquí o especialista en derecho islámico; por extensión, «sabio») fue un político marroquí, fundador de la Unión Nacional de Fuerzas Populares y uno de los más célebres opositores al régimen de Hasan II, durante el periodo conocido como «años de plomo». 
Nació en Demnat (provincia de Azilal) en 1927 y murió en Chauen en 2003 a los 76 años de edad.

## Biografía
Hijo de un especialista en la sharia, que actuaba de juez y árbitro informal entre los vecinos del pueblo, Basri estudió en la escuela coránica y luego marchó a Marrakech a hacer la enseñanza secundaria. Allí tiene sus primeros contactos con el nacionalismo y también conoce por primera vez la cárcel. Luego se instala en Casablanca, donde, en al marco de la oleada de protestas que siguió al destronamiento de Mohammed V y su sustitución por Mohammed Ben Arafa (1953), Basri participa en la creación de las primeras células del Ejército de Liberación Nacional de Marruecos. Detenido en 1954 y condenado a muerte, se escapó al año siguiente de la prisión de Kenitra. Miembro del Istiqlal, formó parte del sector izquierdista (junto a Mehdi Ben Barka, Abd ar-Rahim Buabid y otros) que daría lugar en 1959 a la escisión Unión Nacional de Fuerzas Populares. Fue director de At-Tahrir, el periódico de esta organización. Basri será la figura visible de la tendencia radical de la UNFP, cercana a la idea de lucha armada para acabar con la dictadura.
Condenado a muerte en 1963 como parte de una intensa campaña represiva contra la UNFP, en la que miles de sus militantes y casi todos sus dirigentes fueron acusados de querer atentar contra la vida del rey, fue indultado, pero eligió el exilio voluntario tres años más tarde. No regresaría a Marruecos hasta 1997. Vivirá entre Argel, Damasco, El Cairo, Bagdad y finalmente París, donde pasará la mayor parte de su exilio y a donde volverá de tarde en tarde una vez regresado a Marruecos. Desde el exilio, Basri organiza o patrocina experiencias guerrilleras en Marruecos. En 1970 vuelve a ser imputado y juzgado en rebeldía; la sentencia, que por avatares políticos no se pronuncia hasta 1979, es otra vez la pena de muerte.
En 1989 Hasan II habló de él en público en términos elogiosos, lo que en el lenguaje político del viejo Marruecos feudal, el Majzén, equivalía a una amnistía. Basri, desde el exilio, exigió sin embargo que la amnistía se oficializase y fuese extensiva a todos los exiliados, asegurando que él sería el último en regresar. La amnistía general se decreta en 1994 y en 1995 Basri pisa Marruecos nuevamente, donde es recibido triunfalmente por miles de militantes ittihadis, esto es de la Unión Socialista de Fuerzas Populares, heredera de la UNFP.
Nacionalista árabe, Basri vivió exiliado en varios países árabes y dinamizó diversas estructuras árabes de coordinación. Entre otras labores, intentó mediar entre Siria e Irak para abrir el camino de la normalización de relaciones entre ambos países.
En el verano de 2003, tras una reunión en París con viejos opositores marroquíes, Basri sufrió un grave infarto que le hizo estar en el hospital bastante tiempo. Sus gastos de hospitalización fueron asumidos por el rey de Marruecos, Mohammed VI. A su salida del centro hospitalario Basri se traslada a reposar a Chauen, la ciudad de su esposa y sus suegros, donde murió el 14 de octubre de 2003. Su entierro fue un acontecimiento social en el que participaron actores de los años de plomo de todas las tendencias, incluidos algunos de sus más encarnizados enemigos.